# Hans Kammerlander

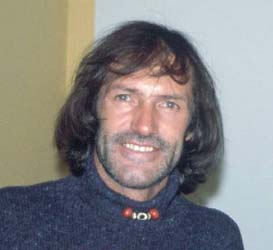
Hans Kammerlander in 2001

Hans Kammerlander (Ahornach (Zuid-Tirol), 6 december 1956) is een Italiaanse alpinist en skiër.
Kammerlander werd vooral bekend door de beklimming van 13 van de 14 achtduizenders in de Himalaya, waarvan zeven samen werden beklommen met Reinhold Messner. Alle beklimmingen werden uitgevoerd zonder extra zuurstof. Als eerste mens lukte het hem om van de top van de Nanga Parbat te skiën, in 1996 gevolgd door de top van Mount Everest. Kammerlander leidt een bergsportschool in Zuid-Tirol.

## Beklimmingen
- 1983 Cho Oyu, 8201 m
- 1984 Hidden Peak (Gasherbrum I), 8068 m
- 1984 Gasherbrum II, 8035 m
- 1985 Dhaulagiri, 8172 m
- 1985 Annapurna I, 8091 m
- 1986 Makalu, 8481 m
- 1986 Lhotse, 8516 m
- 1990 Nanga Parbat, 8125 m
- 1994 Broad Peak, 8048 m
- 1996 Mount Everest, 8850 m
- 1998 Kanchenjunga, 8586 m
- 2001 K2, 8611 m

In dit rijtje ontbreken twee achtduizenders: de Manaslu en Shishapangma.